# Nikolaj Hess
Nikolaj Hess (født 29. august 1967) er en dansk jazzpianist. Han samarbejder ofte sammen med sine brødre Emil Hess og Mikkel Hess, bl.a. i form af bandet Hess Is More. Han deler sin tid mellem Danmark og New York City, hvor han spiller med bl.a. Chris Cheek, Gregory Hutchinson og Marc Mommaas.
Han er uddannet på Det Rytmiske Musikkonservatorium 1986-1990, i USA og i Afrika. Han har vundet guldmedalje i Berlingske Tidendes konkurrence for komposition af ikke-klassisk musik, vandt prisen som "Best European jazz piano player under 25" i RAIs konkurrence i Rom og har været finalist in Leverkusener Jazztages "European Young Artist"-konkurrence. 